# Macrothele cretica
Macrothele cretica là một loài nhện thuộc họ Hexathelidae. Đây là loài đặc hữu của Hy Lạp.